# Черемшанка (аэропорт)
Черемша́нка (ИАТА: KCY, ИКАО: UNKM) — региональный аэропорт, обслуживающий город Красноярск. Используется для выполнения полётов по местным воздушным линиям и обслуживания транзитных воздушных судов. Его эксплуатантом является компания АО «КрасАвиаПорт».
Черемшанка была открыта в 1988 году в непосредственной близости к основному аэропорту Красноярска (бывший Емельяново). В 2011 году здание аэровокзала Черемшанки было уничтожено пожаром, под терминал реконструировали коммерческий склад. В 2018 году на месте сгоревшего терминала открыт новый, пропускной способностью до 300 человек в час.
Черемшанка — аэропорт совместного базирования гражданской авиации с авиацией Росгвардии и МЧС России. Здесь базируется авиакомпания «КрасАвиа» и несколько других.

## История
На протяжении трёх десятков лет единственный аэропорт Красноярска располагался в самом центре города. Однако к 1970-м годам стало очевидно, что авиаузел исчерпал свои возможности: места для удлинения взлётной полосы уже не оставалось, а новые типы самолётов принимать было практически невозможно. Кроме того, регулярные полёты авиалайнеров над городом создавали неудобства местным жителям. Власти приняли решение перенести аэропорт в окрестности Красноярска.

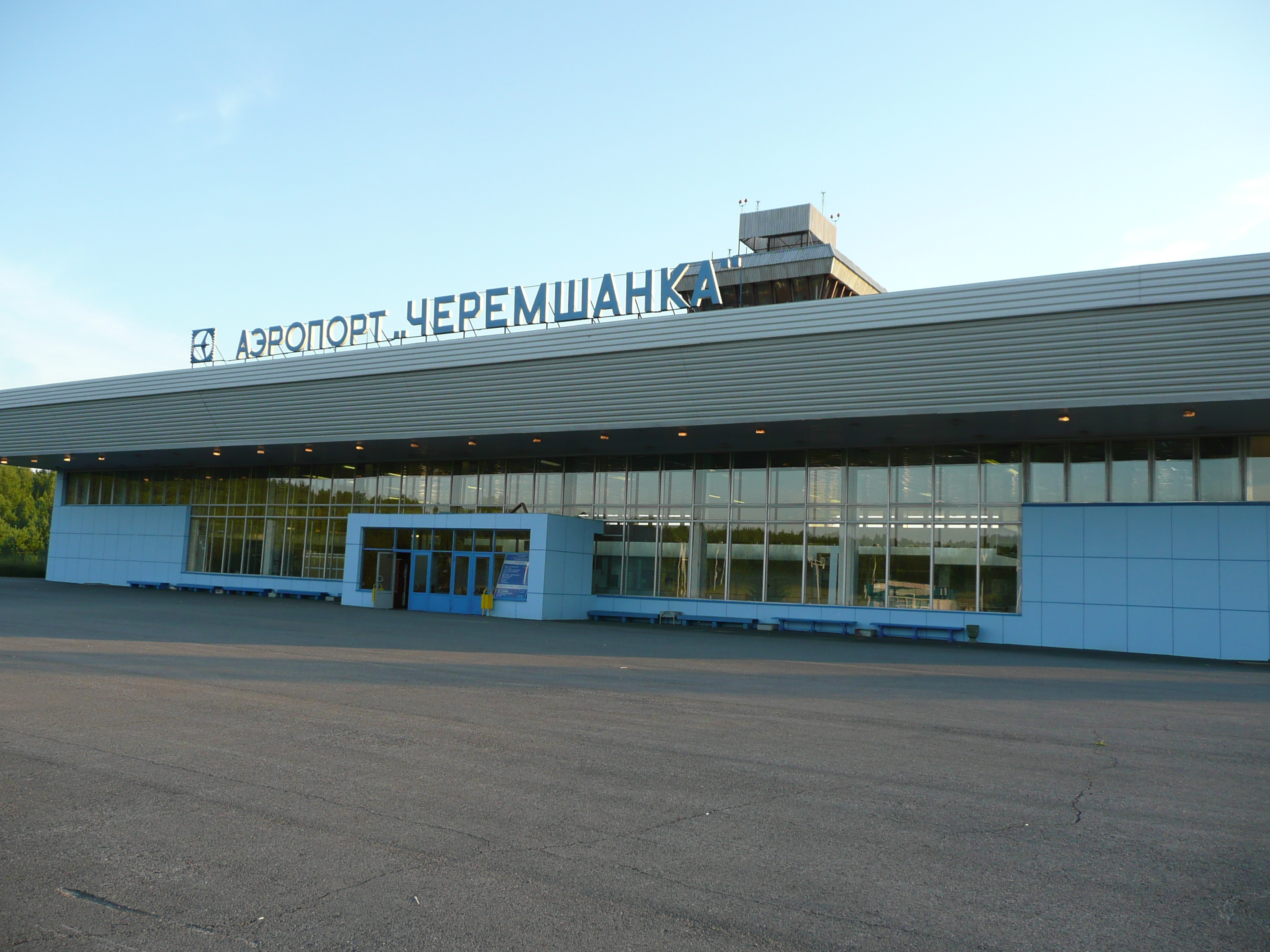
Аэровокзал аэропорта Черемшанка в 2008 году

11 мая 1975 года Совет министров РСФСР утвердил предложение  Красноярского крайисполкома о размещении нового красноярского аэропорта на площади 1050 гектаров в Емельяновском районе. Также в 1975 году принято решение о строительстве отдельного аэропорта для обслуживания местных воздушных линий (МВЛ). Его проектированием занимался красноярский институт «Сибаэропроект». 25 октября 1980 года начал свою работу аэропорт Емельяново, в то время как старый аэропорт продолжал принимать местные рейсы до 1988 года. 1 апреля 1988 года Черемшанка приняла первый технический рейс, и все полёты по МВЛ начали выполняться из этого аэропорта.
Изначально Черемшанка находилась в составе Красноярского авиапредприятия, но 1 января 1991 года на её базе создано самостоятельное государственное предприятие. С 1997 года аэропорт работал в статусе дочернего предприятия ГУП АК «Енисейский меридиан». В 2004 году Черемшанка вошла в  ФГУП «Авиапредприятие „Черемшанка“», которое объединило ещё шесть аэропортов Красноярского края.
19 декабря 2011 года здание аэровокзала было полностью уничтожено пожаром. Под терминал был реконструирован коммерческий склад. В 2018 году «Авиапредприятие „Черемшанка“» преобразовано в АО «КрасАвиаПорт». В июне 2018 года открылось новое здание терминала стоимостью 100 миллионов рублей. В ноябре 2019 года было принято решение об объединении аэропорта Черемшанка с международным аэропортом Красноярск.

## Характеристики
Аэропорт Черемшанка имеет одну взлётно-посадочную полосу (ВПП) 11/29 (истинное направление — 113°09' и 293°10'). Длина — 1800 метров, ширина — 35 метров, покрытие — армобетон. Классификационное число ВПП (PCN) — 18/R/A/W/T. 1800 метров юго-западнее ВПП Черемшанки, параллельно ей, находится ВПП аэропорта Красноярск (бывший Емельяново). Полёты в районе Черемшанки осуществляются по давлению аэропорта Красноярск (абсолютная высота аэропорта Красноярск — 287 метров). Взлёт с ВПП Черемшанки производится как с зависимой полосы, по согласованию с диспетчером старта Красноярска.
Черемшанка — аэропорт класса «Г», способен принимать воздушные суда 3 и 4 классов (самолёты Ан-2, Ан-24, Ан-26, Ан-32, Ан-74, Ан-12, Ил-114, Як-40 и вертолёты всех типов). С рядом ограничений также может принимать самолёты Як-42 (при максимальной взлётной массе не более 57,3 тонн, максимальной боковой составляющей ветра 10 м/с при коэффициенте сцепления 0,5). Максимальная взлётная масса принимаемых воздушных судов — 57,4 тонны, светосигнальное оборудование — огни малой интенсивности типа «Курс-1».

 
Оператор — АО «КрасАвиаПорт». Аэровокзал способен принимать 300 человек в час и до 40 тысяч пассажиров в год, его площадь — 1,4 тыс. квадратных метров. Аэропорт эксплуатируется для выполнения полётов по местным авиалиниям и обслуживания транзитных воздушных судов. Согласно реестру сертификатов эксплуатантов Федерального агентства воздушного транспорта (Росавиация), в Черемшанке по состоянию на 18 апреля 2024 года базируются авиакомпании ФБУ «Авиалесоохрана», ООО «Авиационная Сервисная Компания», ООО «Арктика», ООО «Арт Авиа» и АО «КрасАвиа». Ранее отсюда выполняли рейсы авиакомпании ЗАО «Авиакомпания „Абакан-Авиа“», ООО «Аэрогео», ОАО «Ижавиа», ООО «ПКФ „Катэкавиа“», ЗАО «Авиакомпания „Нордавиа“», ООО «Авиакомпания СКОЛ», ОАО «Авиакомпания „Таймыр“», ООО «Авиакомпания „Турухан“» и ОАО «Авиакомпания „ЮТэйр“». Аэродром совместного базирования с МЧС России и Росгвардией.

Аэропорт Черемшанка
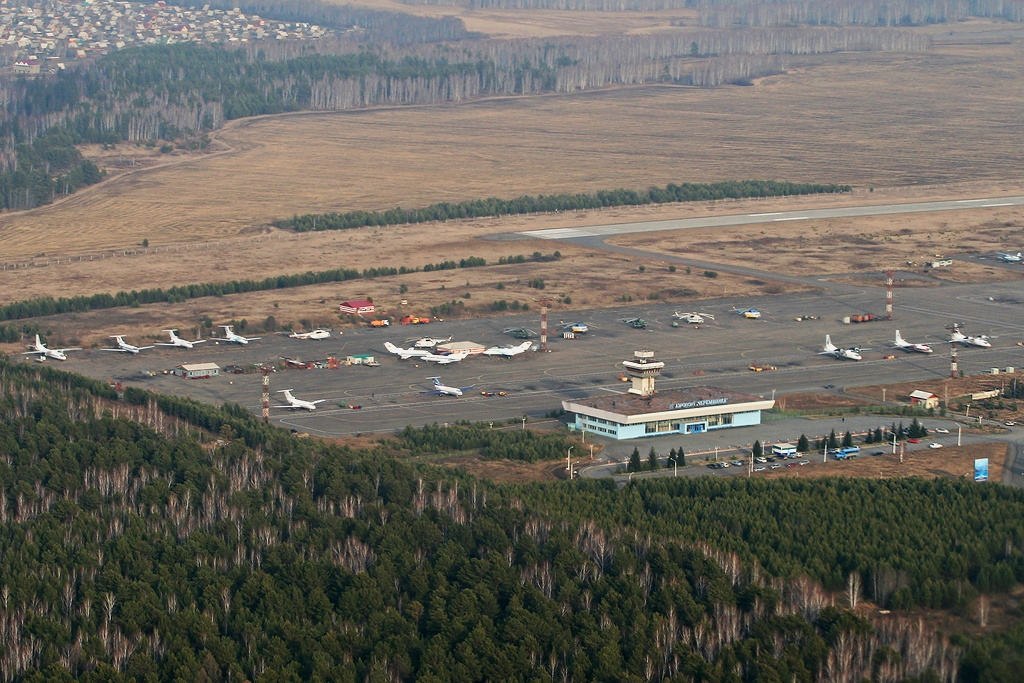
Аэропорт Черемшанка в 2008 году
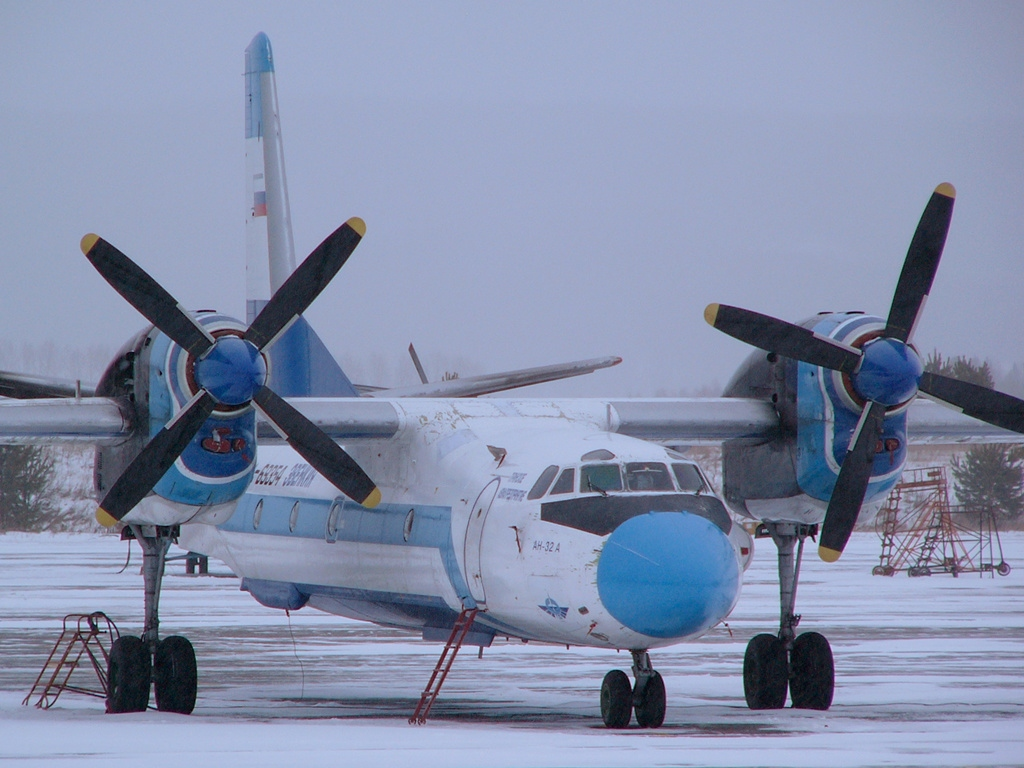
Ан-32 авиакомпании «Эвенкия» (нынешняя «КрасАвиа») в аэропорту Черемшанка, 2006 год
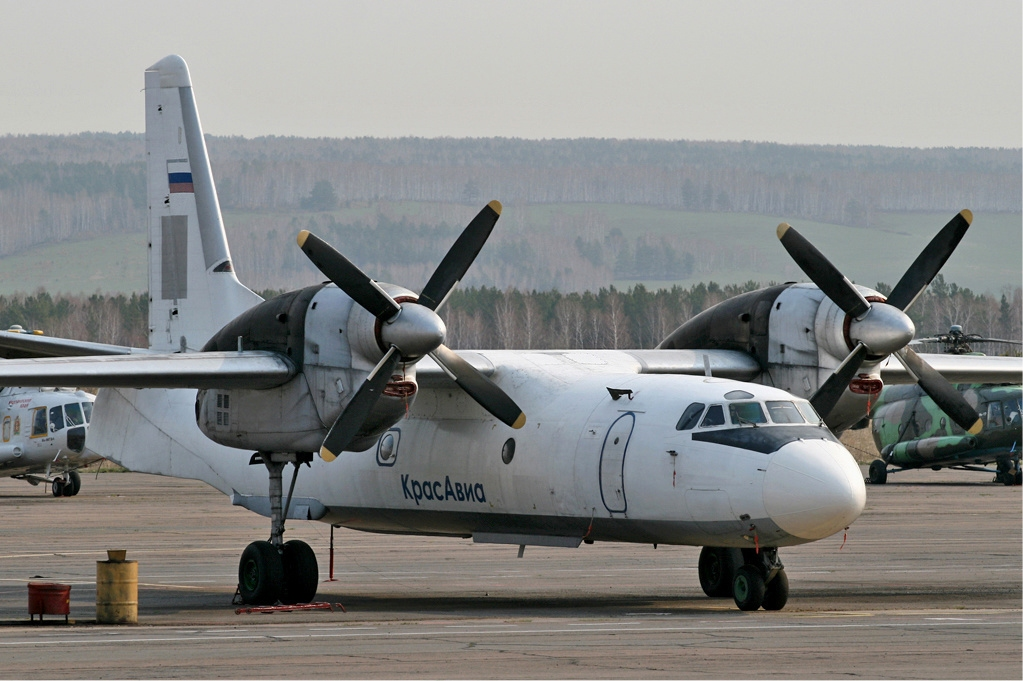
Ан-32 авиакомпании «КрасАвиа» в аэропорту Черемшанка, 2009 год
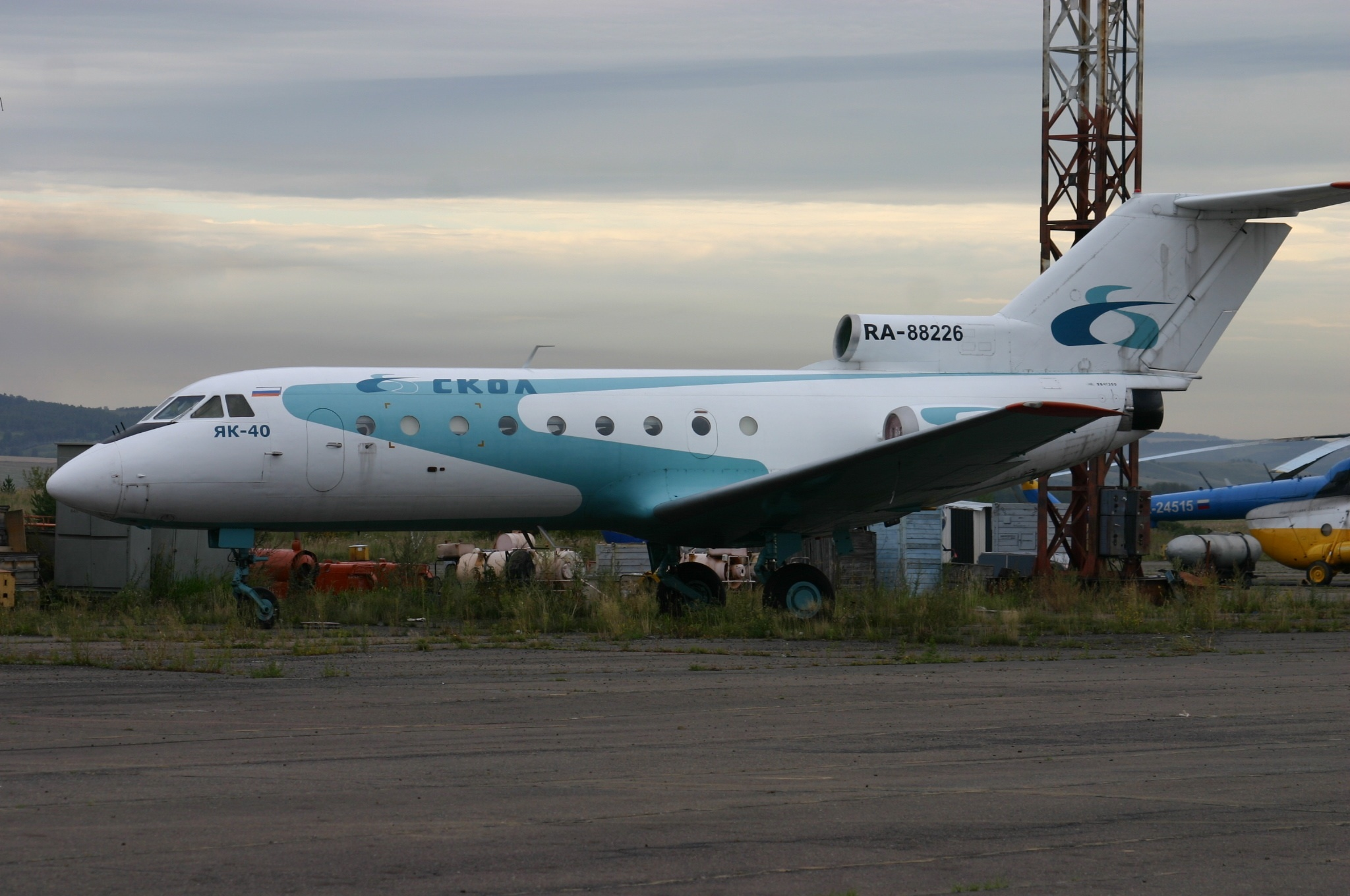
Як-40 авиакомпании «СКОЛ» в аэропорту Черемшанка, 2012 год
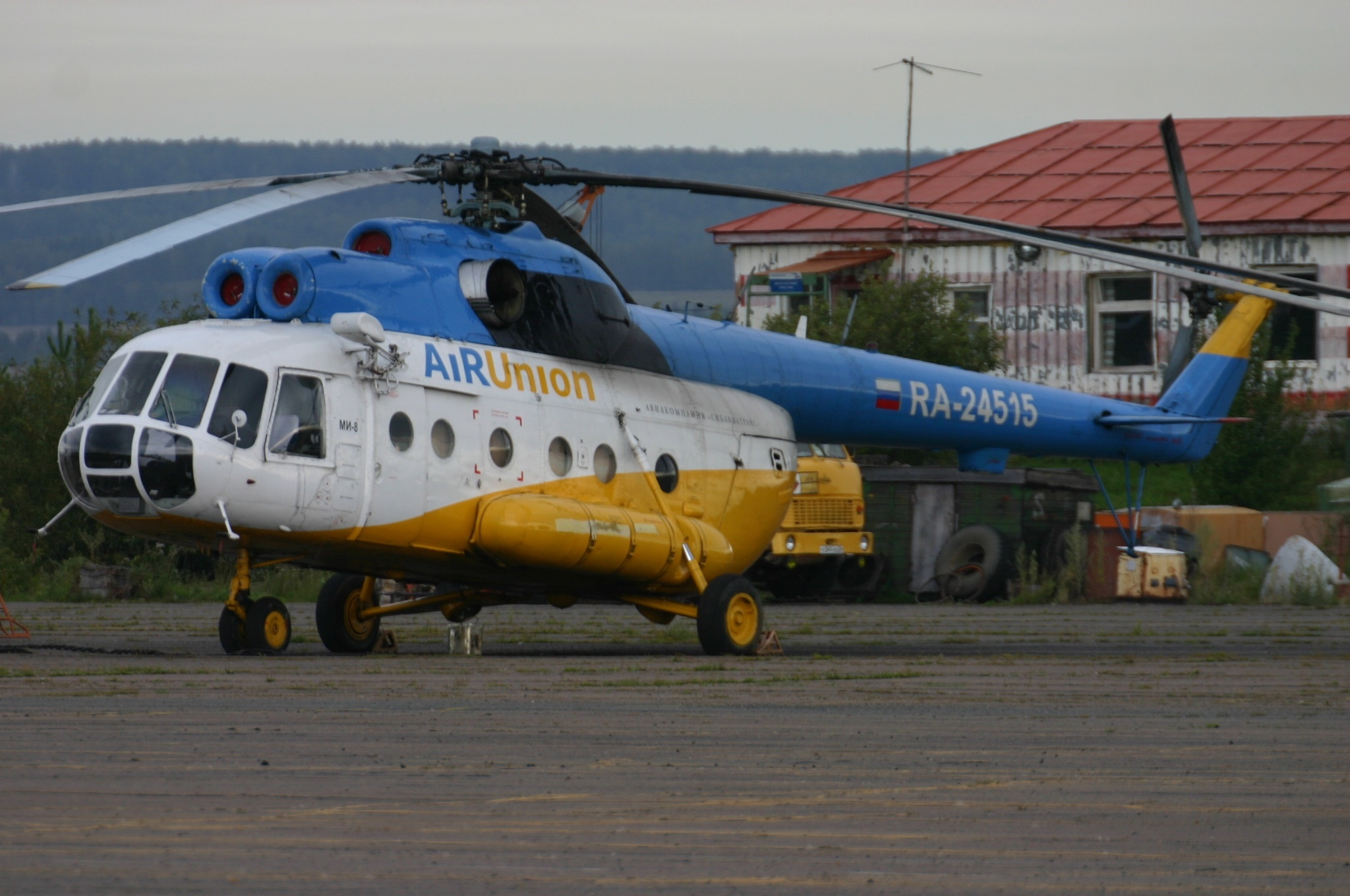
Ми-8 авиакомпании «Сибавиатранс» в ливрее альянса AirUnion в аэропорту Черемшанка, 2012 год

## Показатели деятельности
| год             | 2014 | 2015 | 2016 | 2017 | 2018 | 2019 | 2020 | 2021 |
| тыс. пассажиров | 79,9 | 43,2 | 15,2 | 34,0 | н/д  | н/д  | 45,7 | 47,6 |

| год  | 2014 | 2015 | 2016 | 2017 | 2018 | 2019 | 2020 | 2021 |
| тонн | 1112 | 630  | 583  | 792  | н/д  | н/д  | н/д  | 523  |